# Xã Elora, Quận Pembina, Bắc Dakota
Xã Elora (tiếng Anh: Elora Township) là một xã thuộc quận Pembina, tiểu bang Bắc Dakota, Hoa Kỳ. Năm 2010, dân số của xã này là 62 người.